# 高橋巨典
高橋 巨典（たかはし きょてん、1960年9月8日 - ）は、九州地方で活躍するフリーアナウンサーで、元テレビ宮崎アナウンサー。宮崎県西臼杵郡日之影町生まれ、延岡市育ち。血液型はA型。宮崎県立延岡高等学校31回生（1979年3月卒業）で、玉川大学卒業。1983年にUMK入社。2019年3月31日フリー転向。パインズ所属。
なお、「巨典」は「なおのり」と読むが、一見では読めないため、報道番組などでない限りは「きょてん」と読ませる。フリー転向後の所属先であるパインズでは「きょてん Kyoten」で登録している。

## 経歴
1960年9月8日に宮崎県日之影町で生まれ、小学4年生の時に延岡市に転出。
1983年にテレビ宮崎に入社。テレビ宮崎ではアナウンス部部長を兼任していた。
また、フジテレビ系列の情報番組『めざましテレビ』では、宮崎からの中継リポートで人気を博し、2001年から7年にかけてレギュラー司会者の大塚範一の夏季休暇中の代理の司会を務めた。
2007年に『JAGAJAGA天国』『めざましテレビ』をそれぞれ降板し、『UMKスーパーニュース』のメインキャスターを担当。
2019年3月31日付けでテレビ宮崎を依願退職し、フリーに転向。同年4月よりタレント事務所「パインズ」（福岡市）に所属し、九州地方のテレビ・ラジオ番組に出演中。
2020年春より、テレビ西日本『ももち浜ストア』のメインMCに就任。2024年3月に卒業後はパインズにてアナウンス講師をしている

## 人物
- 兄は小児心臓外科医の高橋幸宏[8]。
- UMKの社会貢献活動の一環で読み聞かせを行い、2017年8月17日時点で県内の200か所以上の学校や図書館を訪問した[4]。
- 2023年8月2日付でみやざき大使に任命された[9]。

## 出演

### テレビ番組
- UMKスーパーニュース（2007年4月2日 - 2012年3月30日）：メインキャスター
- のびよ!みやざきっ子（2009年4月 - 2011年3月）
- めざましテレビ（フジテレビ系）（1994年 - 2007年3月21日）
- UMKスーパーサタデー　JAGA2天国：初代MC
- U-doki
- 学びのひろば
- 週刊スポーツみやざき
- 24時間テレビ（日本テレビ系）
- 27時間テレビ（フジテレビ系）
- めざましテレビ公認 わがまま!気まま!旅気分（ - 2006年度まで）（BSフジでも放送）
- UMK土曜メッセ
- ドキッとステーション
- じゃがじゃがサタデー
- ANNニュース（テレビ朝日系）
- UMKニュース
- ハロー大分（テレビ大分）（2019年4月6日 - 2020年3月28日）
- ももち浜ストア（テレビ西日本）（2020年3月30日 - 2024年3月29日）メインMC

### ラジオ番組
- 笑売繁盛!ウメ子食堂（RKBラジオ）（2019年10月4日 - 2020年3月27日）：金曜担当

### 映画
- あさひるばん（高校野球の実況アナウンス）